# 汗浦站
汗浦站（朝鲜语：／ Hanp'o yŏk */?）是位于朝鮮民主主義人民共和國黄海北道平山郡的一個鐵路車站。屬於平釜線。

## 邻近车站
平釜线
太白山城站 - 汗浦站 - 金川站